# نادي كافالا
 نادي كافالا لكرة القدم (بالفرنسية: Ethnikos Piraeus F.C.)‏ نادي كرة قدم يوناني، مقره في كافالا. يلعب في دوري الدرجة الأولى اليوناني. تم تأسيس النادي في سنة 1965.